# Imma atrotacta
Imma atrotacta är en fjärilsart som beskrevs av Diakonoff 1955. Imma atrotacta ingår i släktet Imma och familjen Immidae. Inga underarter finns listade i Catalogue of Life.